# サイド・バイ・サイド・ビークル

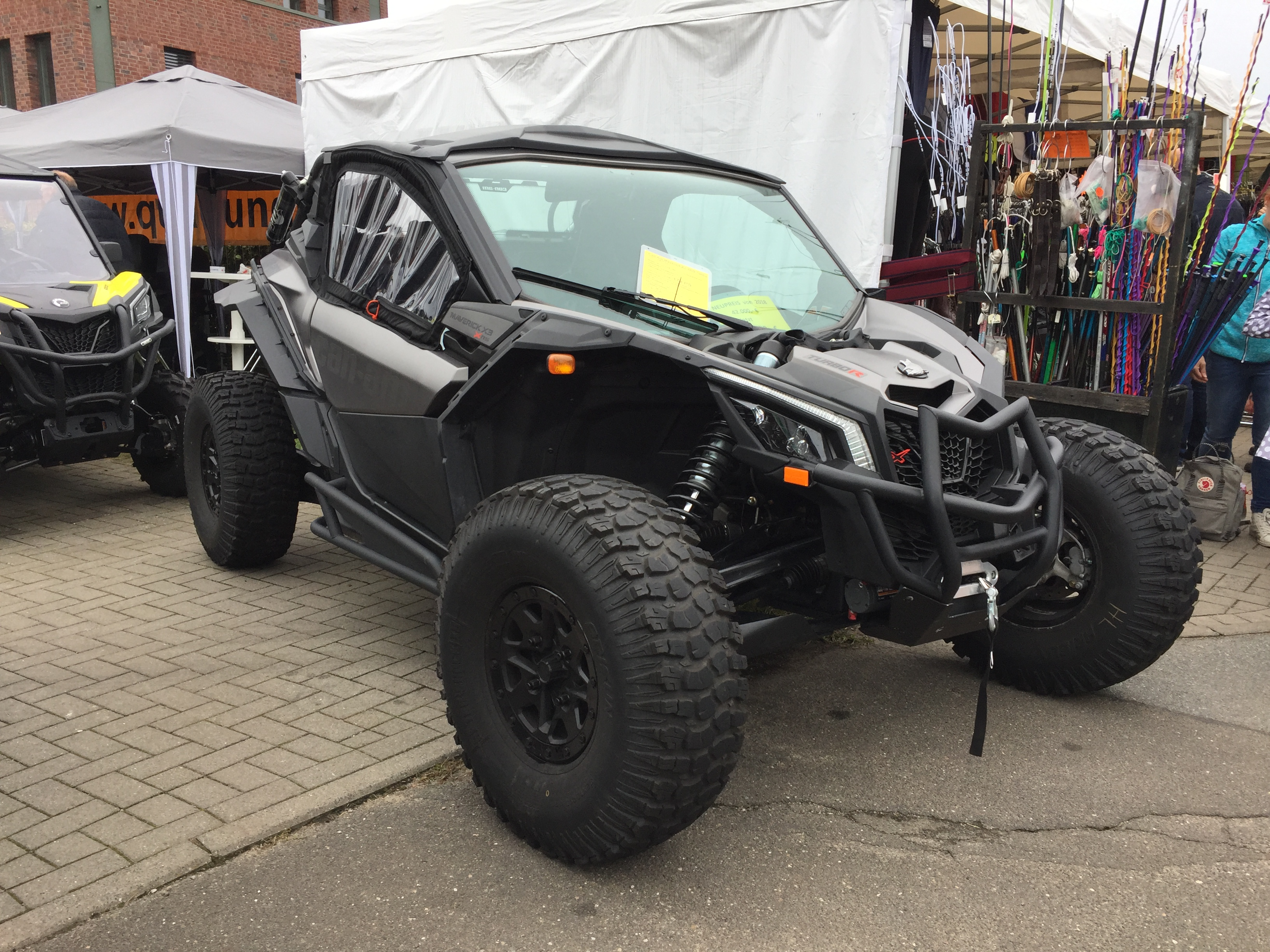
Can-Am・マーベリックX3ターボR

サイド・バイ・サイド・ビークル（英: Side by Side Vehicle, SSV, SxS）は、オートバイや産業用輸送機器、レジャー用輸送機器などの製造技術を応用して製造された、左右に並ぶ2つ以上の座席を持ったオフロード車両である。
呼称は非常に多く、他に代表的なものとしてはUTV（Utility Task Vehicle）やROV（Recreational Off highway Vehicle）などの別名がある。また専門メディアでは単に「サイド・バイ・サイド」と呼ぶ場合もある。

## 概要

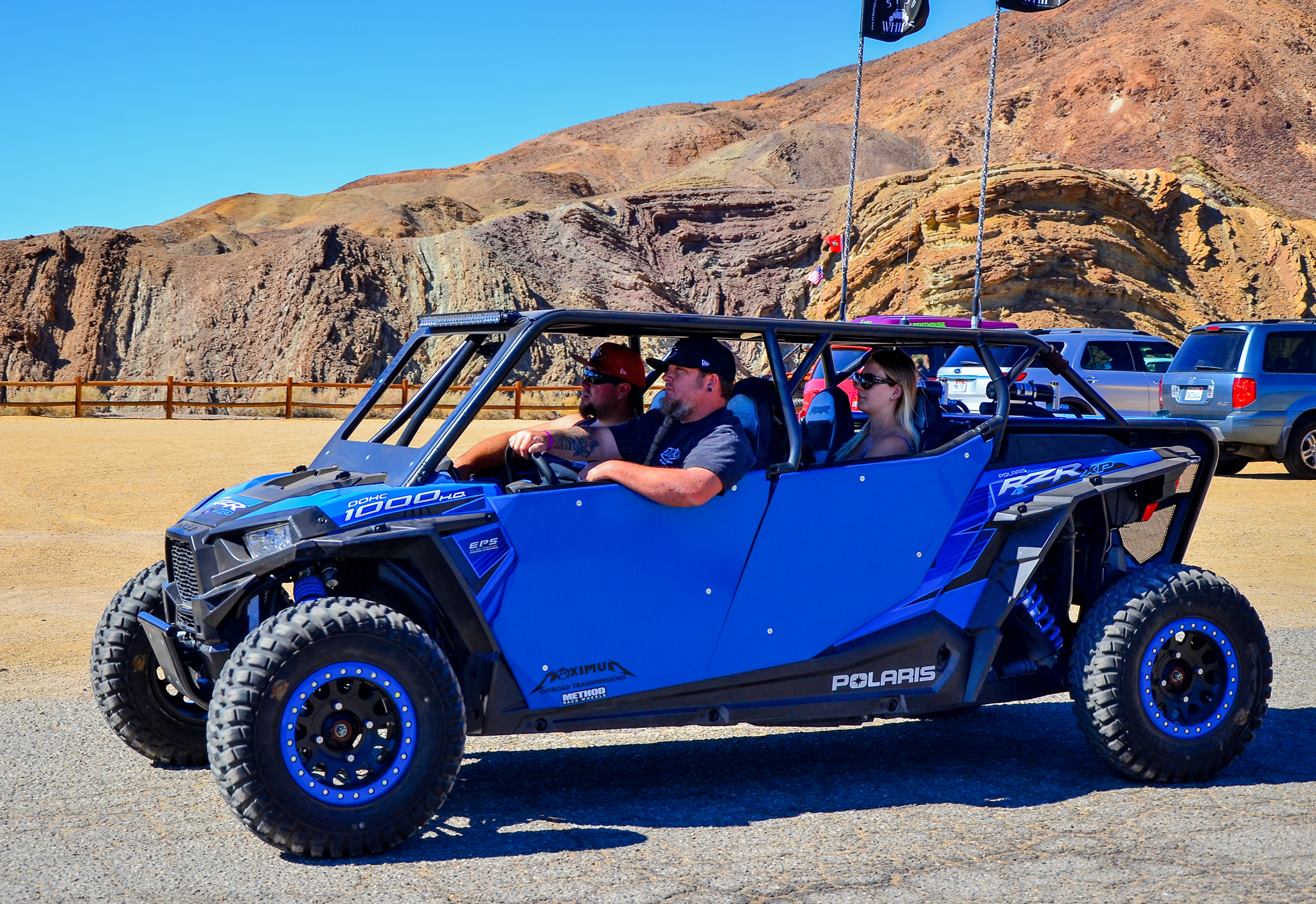
4人乗りのポラリス・RZR XP1000 EPS

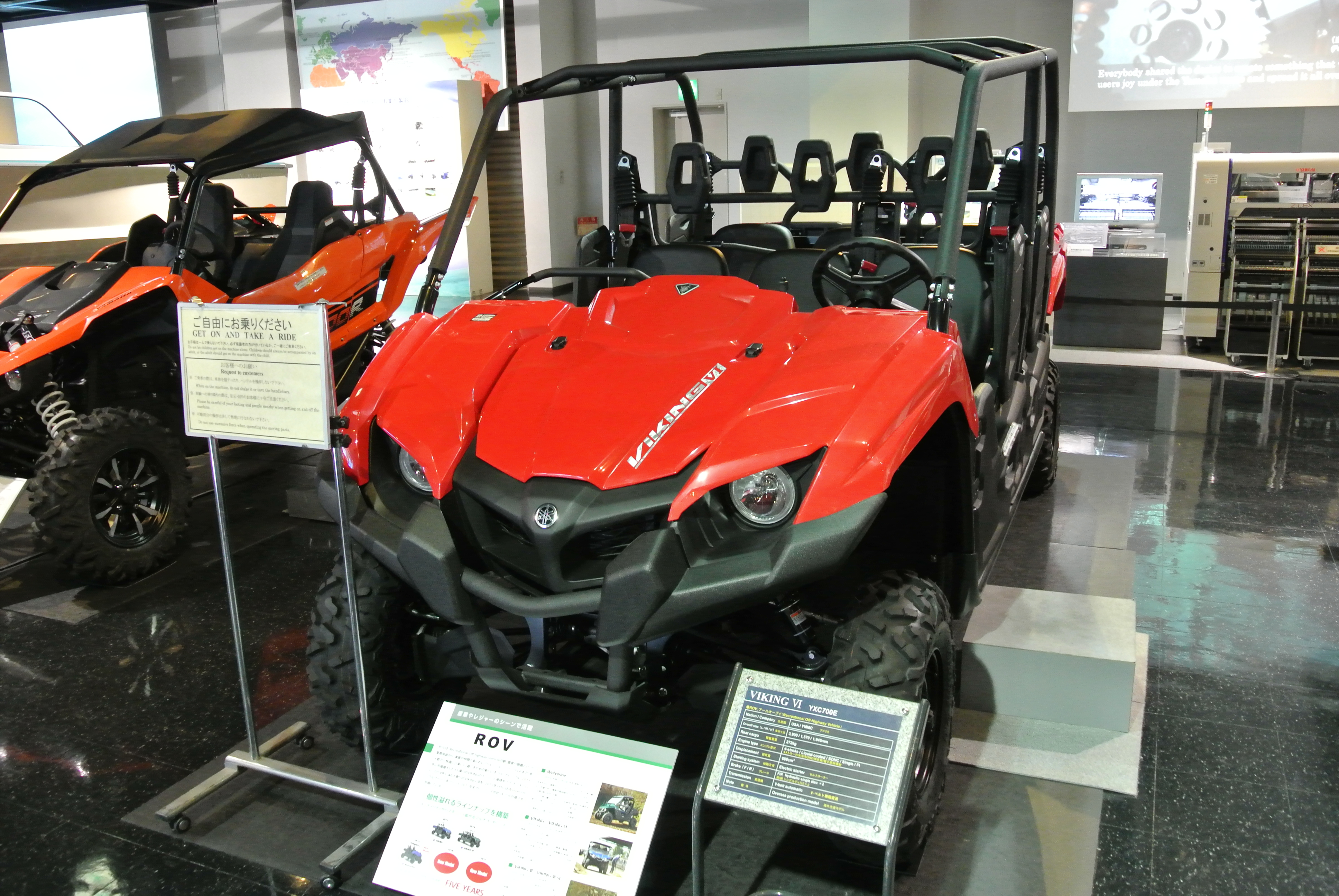
前後中央で3人乗りのヤマハ・バイキング

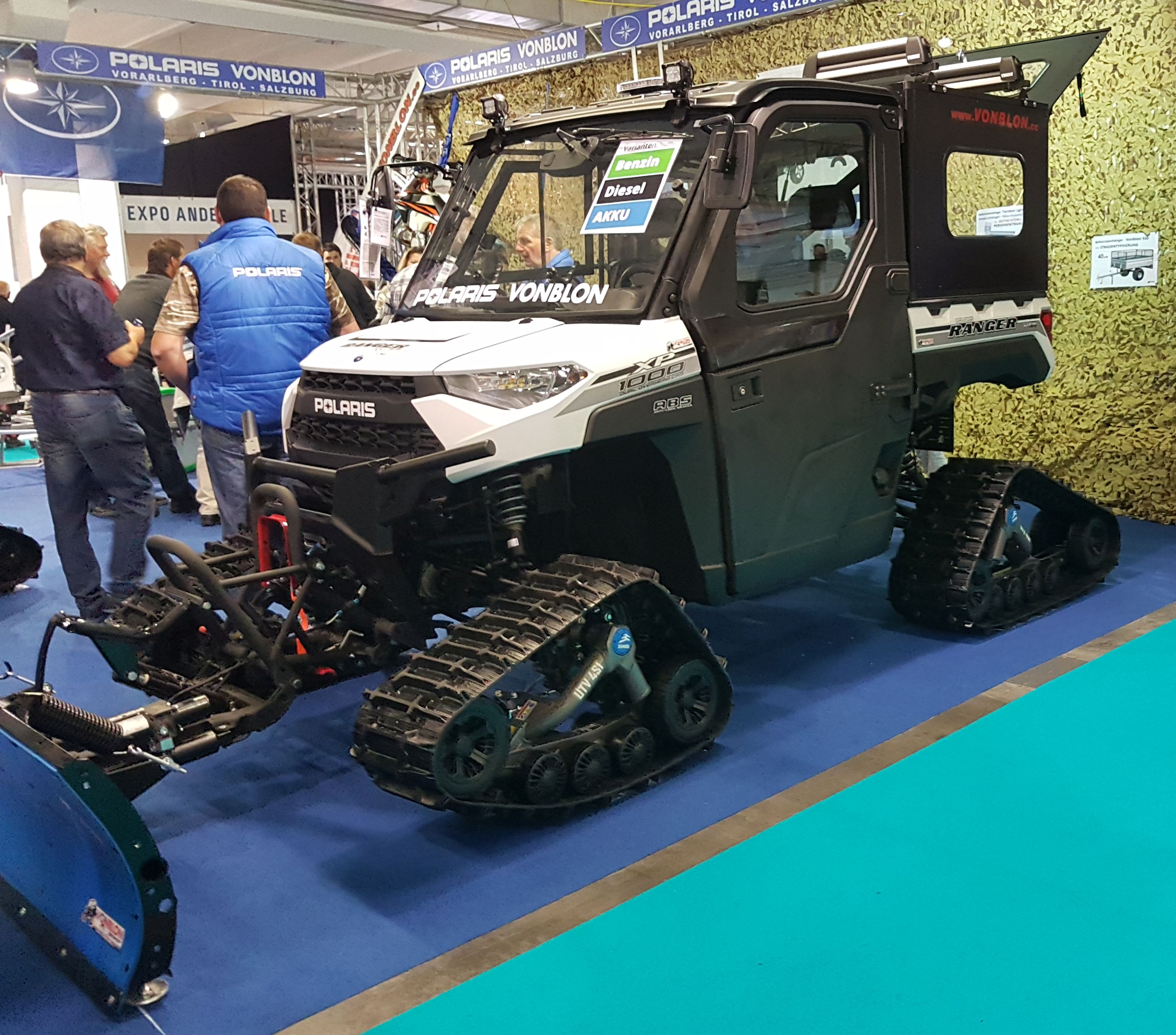
タイヤをキャタピラに換えた、密閉型のポラリス・XP1000

四輪以上の車輪を持ち、かつ左右に複数並んだ座席を備える。座席の上には屋根があり、座席後方には荷台がある。コックピットはペダル操作式のアクセルやブレーキを備える。これらの特徴から、一見すると四輪乗用車の派生にも思えるが、そのルーツはオートバイ（ATV）にある。一人乗りもしくは前後に二人乗りのオートバイに対して、座席が左右に並んでいることが「サイド・バイ・サイド」と呼ばれる所以である。
製造しているのもATV同様、オートバイメーカーが多い。エンジンも1,000 cc以下のオートバイのものを流用していることが多く、マウント位置もオートバイ同様座席の下、もしくは座席後部（＝リアミッドシップ）が基本となる。競技の世界でも、二輪のFIM（国際モーターサイクリズム連盟）と四輪のFIA（国際自動車連盟）の双方にサイド・バイ・サイド・ビークルの規定があり、まさに二輪と四輪の境界線にある存在といえる。
ANSI（米国国家規格協会）は「多目的オフ・ハイウェイ・ユーティリティ・ビークル（MOHUV）」という名称で、全幅・重量・最高速度・貨物容量に至るまで明確な定義を規定しているが、実際にはこれをはみ出すモデルは多い。同じくアメリカのROHVA（"The Recreational Off-Highway Vehicle Association", ROV協会）も独自の定義を持っているが、こちらは比較的緩やかで実態に即したものとなっている。
トランスミッションはCVT（無段変速機）が多く、競技でもFIM/FIAともにトップカテゴリでCVTが認可されている。
新車価格は1 - 3万ドル（100 - 400万円）程度が相場となる。ATVよりは高価になるが、人や物の運搬能力に優れ、安全性も比較的高いというメリットがある。
用途は幅広くゴルフ場や工事現場、山間部や豪雪地帯、広大な工場、災害救助、軍事などでの移動・運搬・牽引手段の他、レジャーやスポーツで運転そのものを楽しむために購入される場合もある。ボディタイプは用途によって3つに大別できる（後述）。

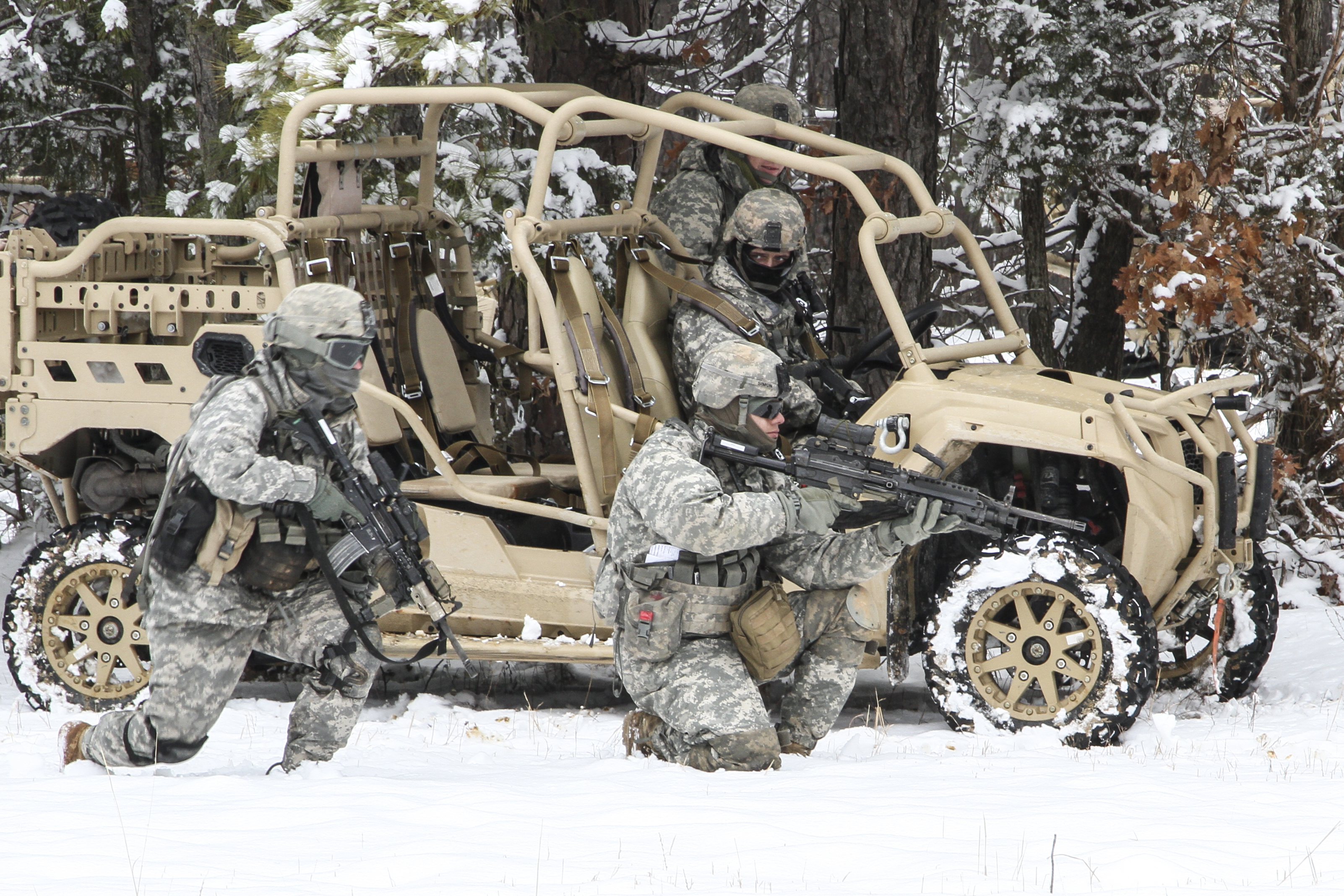
米軍空挺部隊のSxS。画像はポラリス・RZRをベースに開発された「MRZR-4」。

軍事用は海外ではULTV（Ultra-Light Tactical Vehicle、超軽量戦術車両）やLTATV（Light Tactical All Terrain Vehicle、軽戦術全地形対応車）、日本では「汎用軽機動車」などと呼ばれる。ATVとともにヘリコプターやオスプレイにも積載できて、路面を選ばずに機動的に移動や牽引ができる車両として重宝される。ロシア・ウクライナ戦争では「マッドマックス・スタイル・バギー」などと呼ばれる、改造されたサイド・バイ・サイド・ビークルも登場した。
以前はドア・窓ガラス・エアコンが無いことによる快適性や安全性の低さが弱点とされ、この欠点を嫌う層が、日本の古い軽トラックや軽ボンネットバンを選んでいた。そのため近年はドア・窓ガラス・エアコンを装着して密閉型となったサイド・バイ・サイド・ビークルも、業務用を中心に普及している。

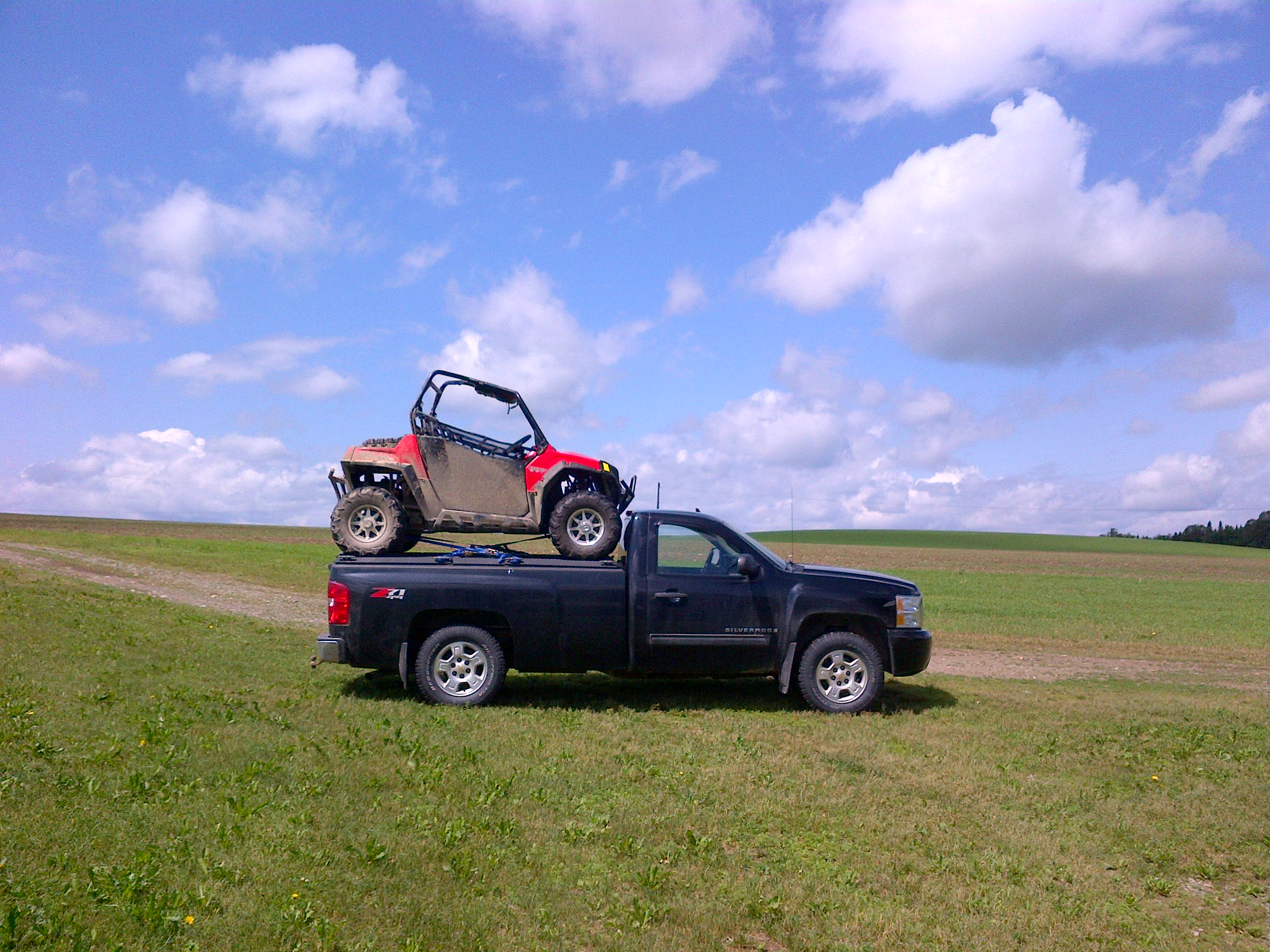
ピックアップトラックの荷台に載るスポーツSxSのポラリス・RZR

もともと公道以外（敷地内の不整地など）を走行する目的で製造されているため、法律上公道走行もできるかどうかはモデルや地域によって異なる。アメリカでは一部の州で公道走行が許可されていて、低価・低燃費を理由に需要がある。なお現在のサイド・バイ・サイド・ビークルはハイパフォーマンスモデルに見られる全幅72インチ（約183 cm）のものと、大多数が属する64インチ（約162.5 cm）のものである程度分かれており、州によっては全幅規制で前者だけ公道走行できない場合がある。公道走行できない場合はトラックなどに積載の上で運搬する必要がある。
日本で公道走行できるモデルとしては、2015年から輸入販売されているポラリス・レンジャーXP900が、公道走行できる大型特殊自動車として現状唯一登録されている。またカワサキは2022年の国内導入の際に、正規販売時は公道走行できないが、特殊需要（災害救助など）の一部においては大型特殊自動車としての登録をサポートする方針を示している。
市場としては北米が最大であり、次にアジア太平洋、欧州となっている。米国では2018年時点でポラリスがマーケットリーダーとなっており、次いでCan-Am、ジョンディア、アークティックキャット、ホンダ、クボタ、カワサキの順になっている。
一方で野生生物の生息地や森林土壌にダメージを与えるケースが多いことが近年問題視されており、これが市場成長の阻害要因になるという見通しもある。

## ボディタイプ
タイプは大別するとユーティリティ型、スポーツ型、レクリエーショナル型の3つに分けられる。

### ユーティリティ型

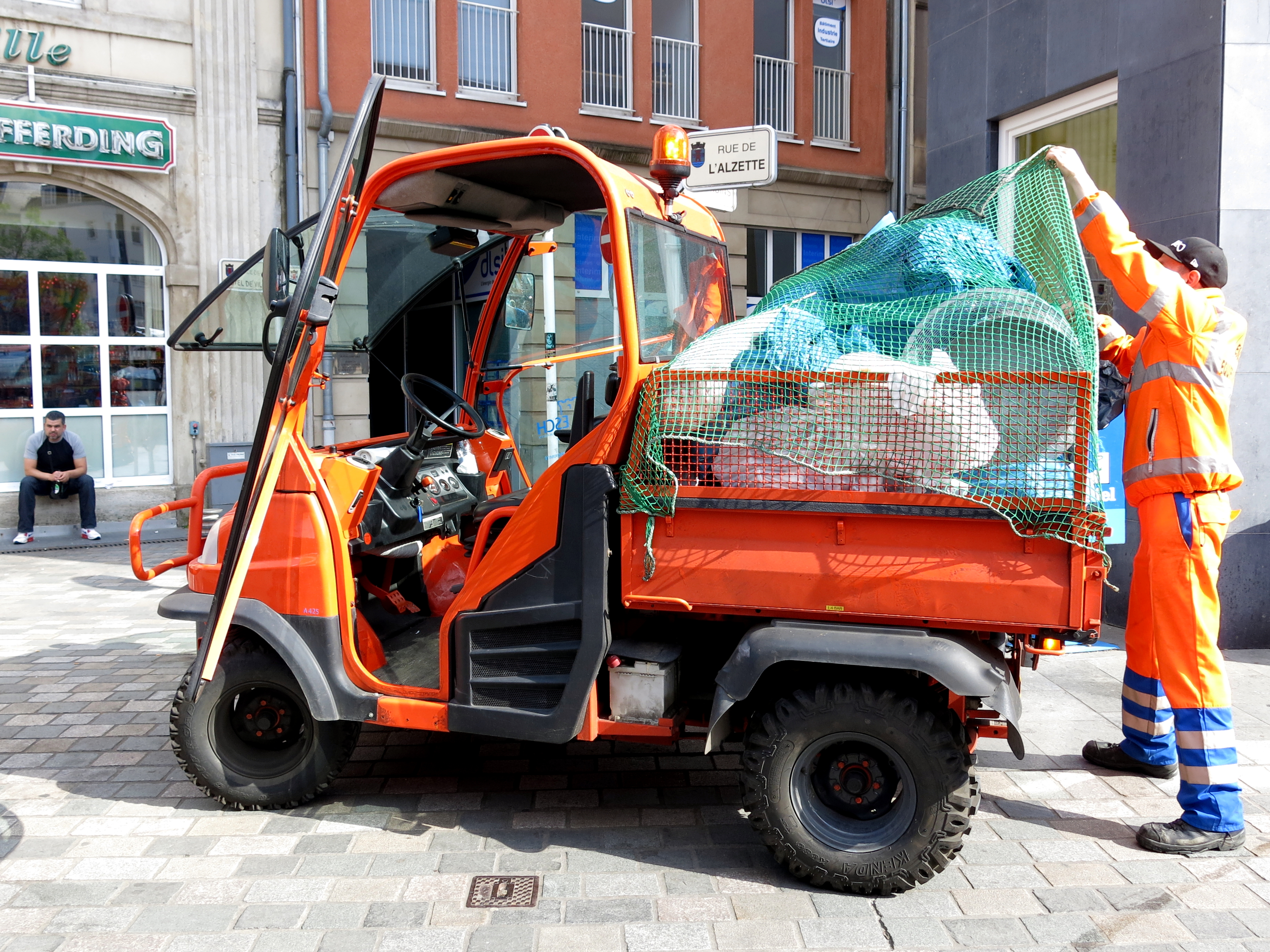
クボタ・RTV

ユーティリティ型は大きな平型の荷台を備えているのが最大の特徴で、その見た目はピックアップトラックや軽トラックになぞえられることもある。
狩猟業や農業、畜産、林業、造園、キャンプ場運営、海水浴場運営、警備、除雪、災害救助などの業務や、ゴルフカートなどといったアウトドアでの移動手段として用いられる。
ハイエンドモデルの定格の積載重量は1,000ポンド（450 kg）に達する。
経済性や安全性のために最高速度は他のタイプよりは低く、排気量にも依るが時速15 - 30マイル（30-50 km）ほどで、サスペンションストローク量も3 - 6インチ（7-15 cm）程度と控えめになっている。低燃費な産業用の汎用ディーゼルエンジンを流用してコストを抑えている場合もある。
確実な走破・牽引性能を求めて六輪駆動にしているモデルや、タイヤではなくキャタピラを装着しているモデルなどもある。
産業（農業・工業・建築）用機械の製造を主要業務とするメーカーが販売するサイド・バイ・サイド・ビークルは、ユーティリティ型であることが多い。

### スポーツ型

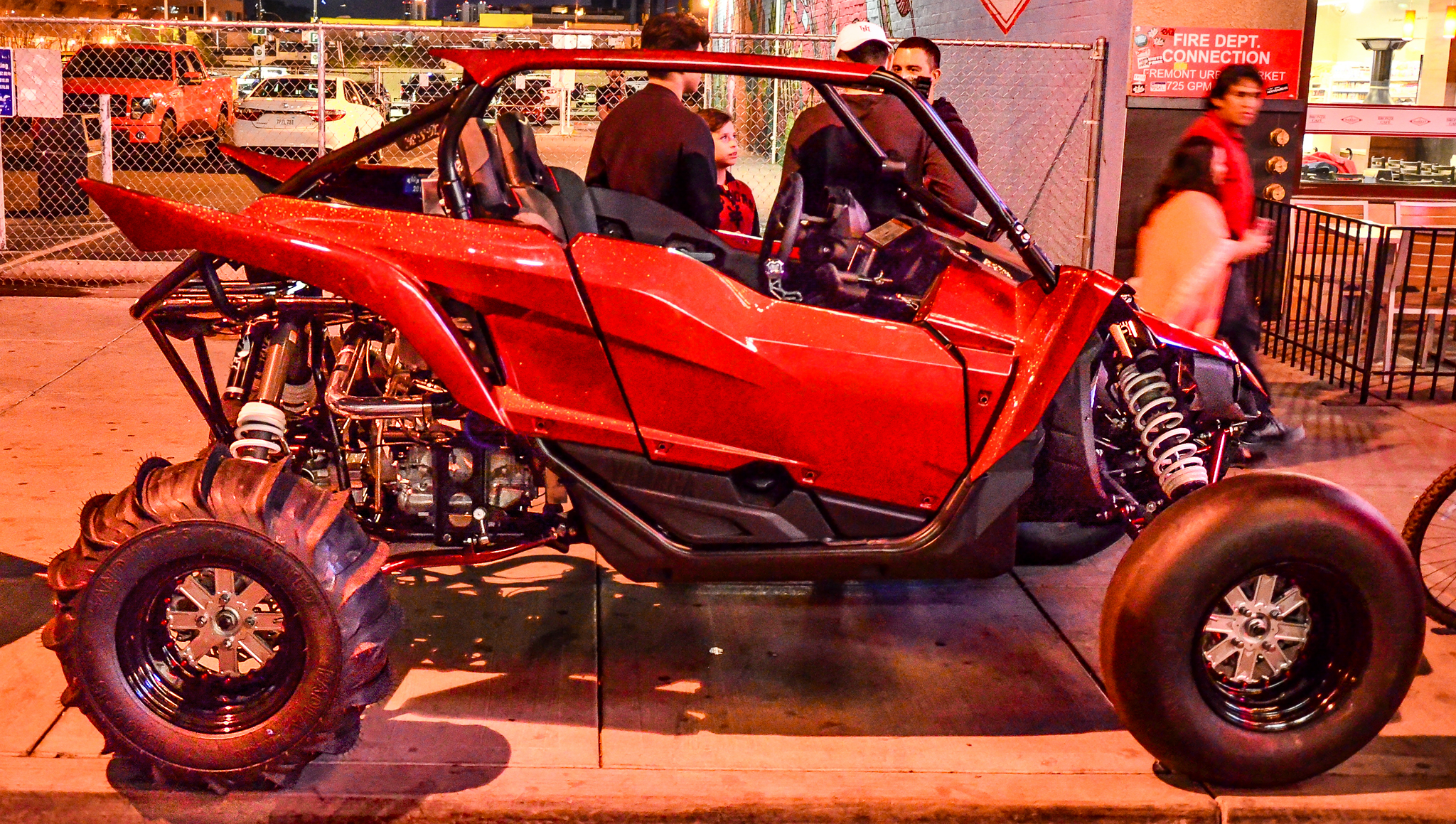
ポラリス・RZR

スポーツ型（スポーツSxS、スポーツUTV、パフォーマンスUTV）は3タイプの中では最も新しいジャンルで、荷台は申し訳程度にしか存在せず、全高と全長は小さくて全幅は大きいという、スクエア型のスポーツクーペのような出で立ちをしている。当然積載性は劣悪だが、スポーツ走行や競技を楽しむには最適である。
ハイエンドモデルになると32インチ（80 cm）もの大径オフロードタイヤに、20 - 27インチ（50-67.5 cm）という圧倒的なストローク量を持ったセミアクティブサスペンションまで備えており、バギーカーとして一級品のスペックを誇る。最高速度は公称で時速70 - 80マイル（120-130 km）、実際の速度で100マイル（160 km）以上に達するとされるモデルもある。
オートバイやスノーモービルなどの、趣味性の強いレジャー用輸送機器を得意とするメーカーが製造することが多い。

### レクリエーショナル型

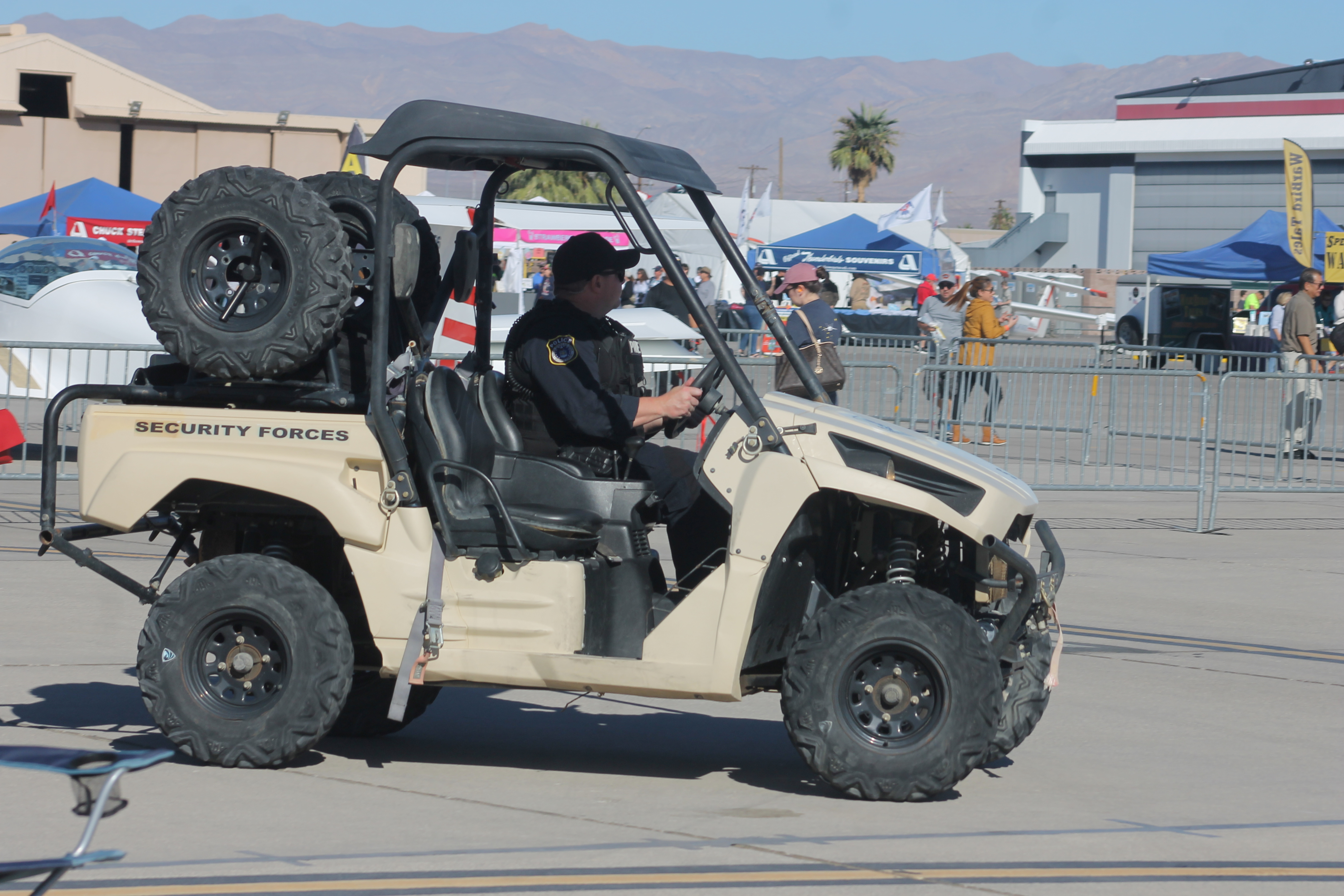
カワサキ・テリックス

レクリエーショナル型（ハイブリッド型）は両者の中間に位置し、幅広い状況に対応できるのが特長である。ラインナップしているメーカーにも偏りがない。
外観はユーティリティ型に近く、やや小さめの荷台で多少の積載性能を備えている。一方でそこそこのストローク量のサスペンションや、十分な性能のエンジンも与えられており、元気に走って楽しむこともできる。
最高速度はスポーツ型に迫る数字を出せるものもあれば、ユーティリティ型に少し盛った程度の速度しか出ないものもある。
軍事用で機動力を買われて改造されるモデルの多くは、スポーツ型かレクリエーショナル型である。

## 歴史

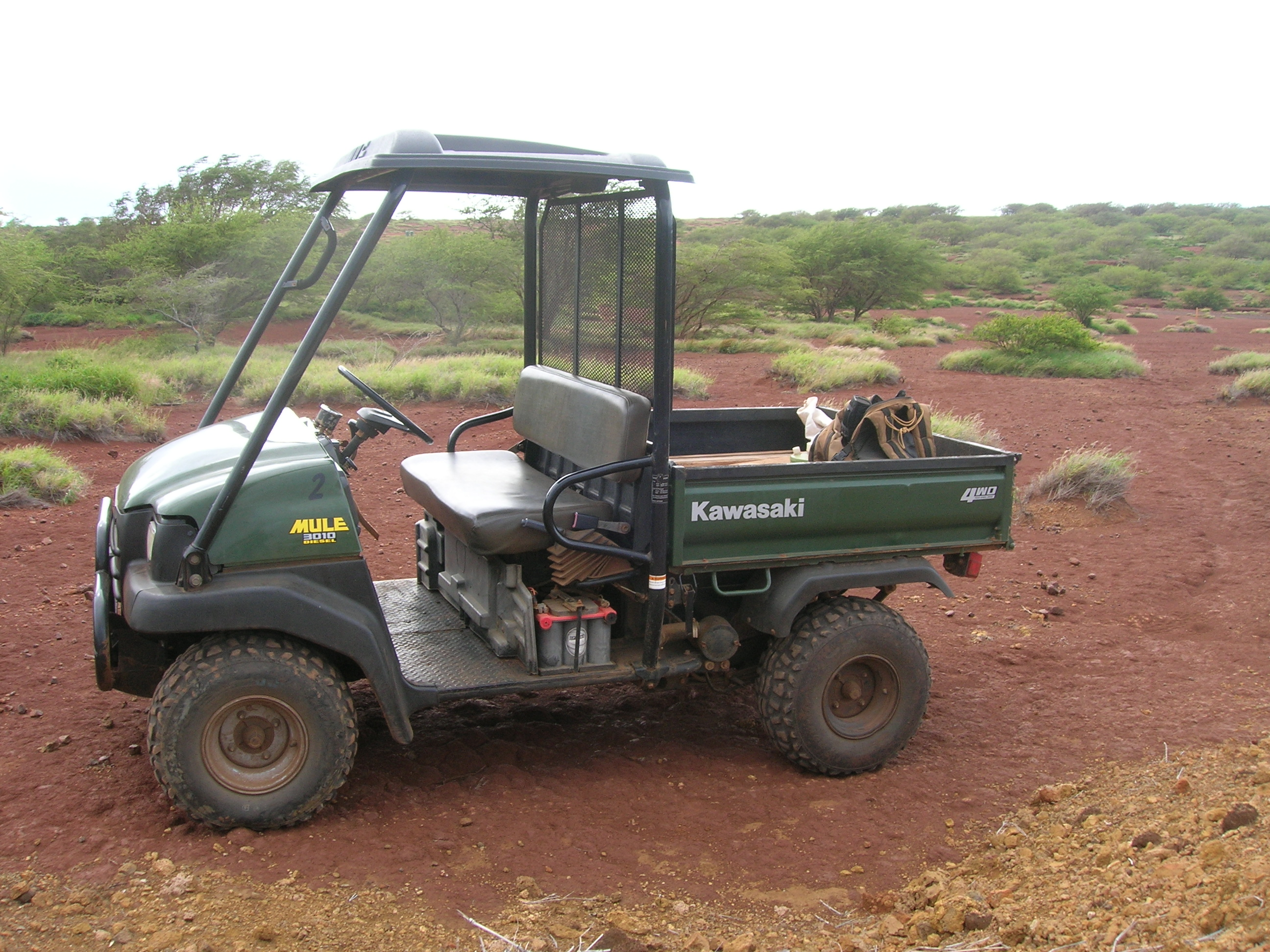
カワサキ・ミュール

第二次世界大戦後のアメリカではレジャーブームにより、オープントップのジープやAATV（水陸両用ATV）、デューンバギー、三輪ATVなどが生みだされ、サイド・バイ・サイド・ビークル誕生の下地が出来上がっていた。
史上初のサイド・バイ・サイド・ビークルとしては1970年代のロックリー・ラングラーや、一人乗りのホンダ・オデッセイが挙げられることもあるが、いずれも既存のAATVやデューンバギー、サンドレール車の延長のようなスタイルであった。
現代まで通ずるユーティリティ型のスタイルを持ったサイド・バイ・サイド・ビークルとしては、1988年のミュール1000が最初とされる。3人の社員が「ATVより運搬能力に優れる、二人乗り四輪車」のスケッチをカクテルナプキンに描き、「ポニートラック」「四輪三輪車」などとあだ名したものがデザインの原案となっている。バイクから流用した454 ccの水冷2気筒エンジンで、前後独立懸架サスペンションとCVTを備え、1990年の改良でロック可能なリアデファレンシャルギアとパートタイム式四輪駆動も追加された。ミュールは低コストかつ手軽に使えるような、日本でいう軽トラックに相当する業務用軽オフロード車両のニーズを掴み、現在まで長らく愛されるシリーズとなった。
カワサキは1990年にミュール2000、1991年にミュール2010、1992年にはミュール2020/2030/500とラインナップを拡充させていき、この分野の第一人者となった。
ジョンディアも1987年に前一輪・後四輪でATVの発展のような形の五輪車AMT 622を導入し、1992年には6輪車のゲイターを発売した。これらはミュールと違い屋根は持たなかったが、ステアリングホイールとペダルを備えており、やはりサイド・バイ・サイド・ビークルに近い構成を取っていた。
しかしミュールやゲイターが登場した頃は、ちょうど三輪ATVが終わって四輪ATVブームに変わった時期でもあった。各社はすぐには後を追わなかったため、しばらく市場は寡占状態にあった。

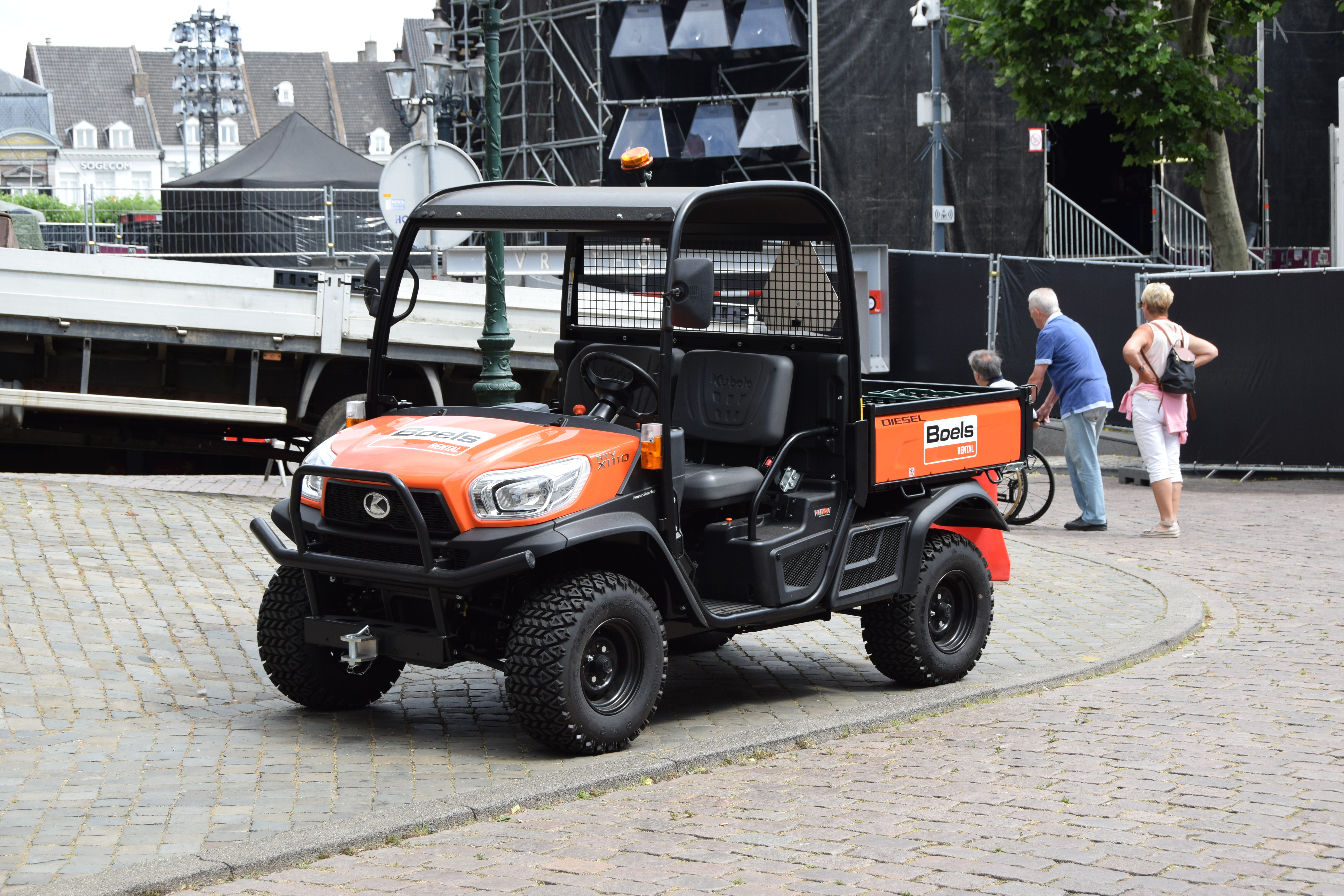
クボタ・RTV-X1100。24馬力のOHV直列3気筒自然吸気ディーゼルエンジンを搭載。

1990年代後半から2000年代に入ると、各社がサイド・バイ・サイドビークルの可能性に目を向け始めた。1999年にポラリスがレンジャー、2003年にクボタがRTV、2004年にヤマハ発動機がライノ、2005年にアークティック・キャットがプロウラー、2009年にキムコがUXV、同年に本田技研工業（ホンダ）がビッグレッド、2010年にBRP（Can-Am）がコマンダーでそれぞれサイド・バイ・サイド・ビークル市場にエントリーした。
日本の4大オートバイメーカーでは唯一スズキはこの市場に参入せず、ATVに留まったが2005年から2006年頃にかけてQUV620ならびにQUV620Fで参入している。

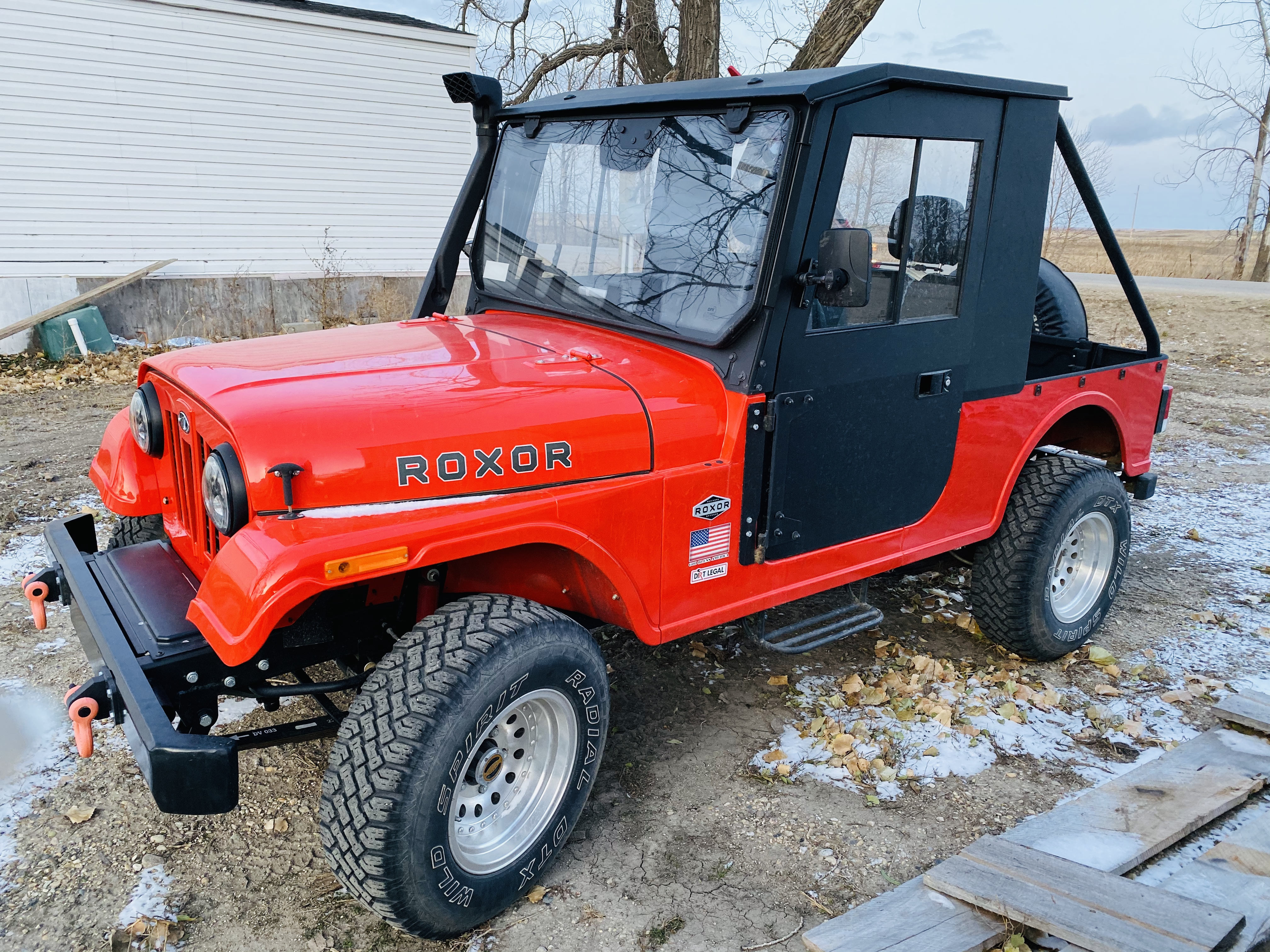
マヒンドラ・ロクサー。62馬力/190 Nmの2.5リッター直列4気筒直噴ディーゼルターボを搭載。

乗用車メーカーでは、インドのマヒンドラ&マヒンドラの米国法人が2018年からロクサー、2019年からレトリバーを製造している。ロクサーは一見するとジープのピックアップトラックにしか見えないが、公道走行ができないためサイド・バイ・サイド・ビークルとして分類されている。ただしジープブランドを所有するFCA（フィアット・クライスラー、現ステランティス）との商標権を巡る訴訟に敗れ、デザインのやり直しを余儀なくされている。

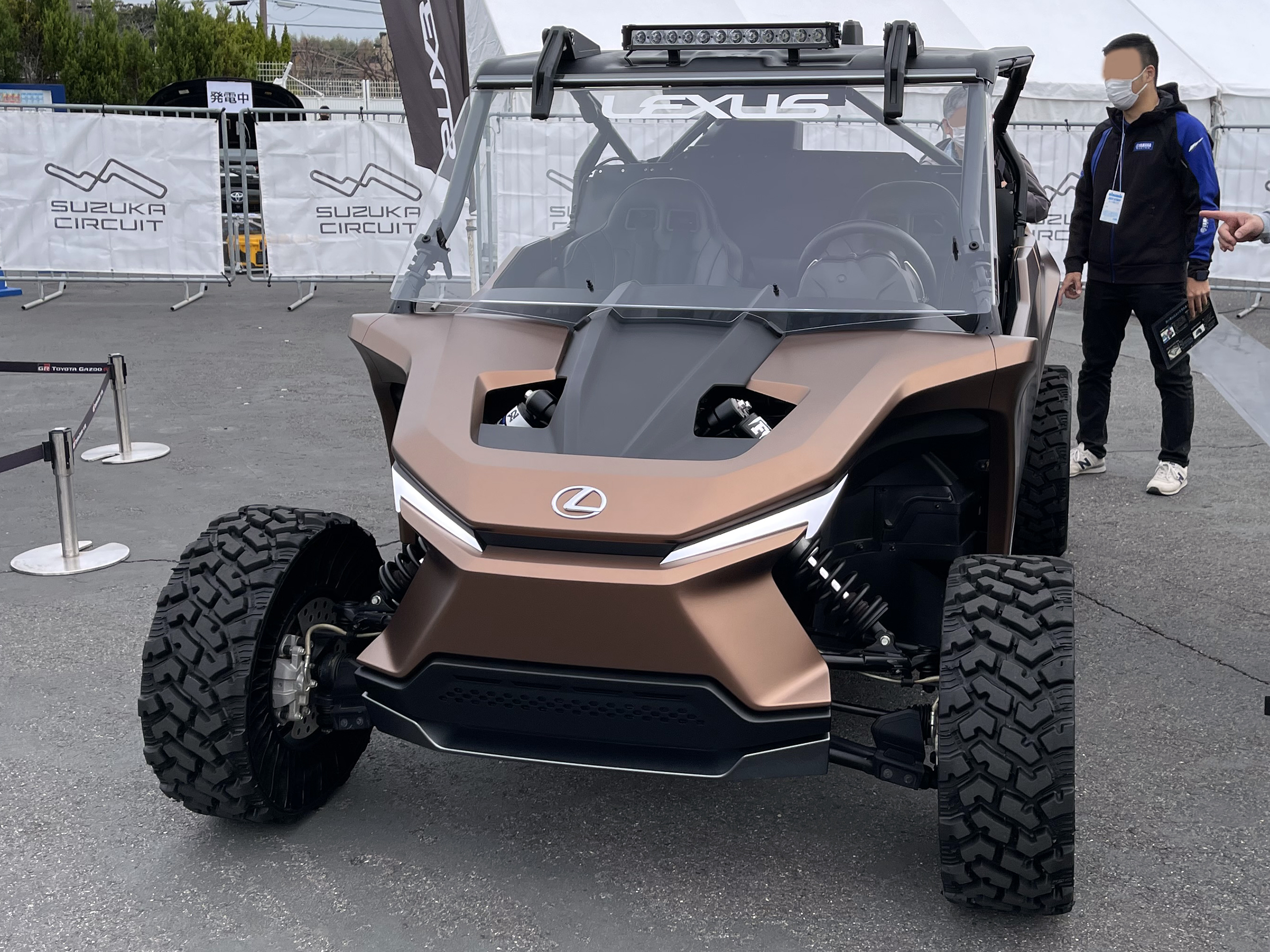
レクサス・ROVコンセプト

2022年にはトヨタ自動車の高級乗用車ブランドであるレクサスが、水素エンジンを積んだサイド・バイ・サイド・ビークルのコンセプトカーを発表している。
日本では東日本大震災をきっかけに災害時に使える小型のオフロード車が注目されるようになり、2015年にポラリス、2017年にはキムコなどの海外メーカーが販売を開始した。国産メーカーも遅れて2019年にクボタ、2022年には川崎重工のミュールの一般消費者への正規販売が開始された。実際の導入事例としては、2018年オスプレイ用に自衛隊車両としてミュールが、2020年に東京消防庁でキャタピラのポラリス・レンジャーが購入されている。
山間部や浜辺など、アウトドアの観光地でもレンタル用に購入され始めており、日本でもサイド・バイ・サイド・ビークルを体験できる場所は増えている。
2021年に国産4大オートバイメーカーがカワサキ・Ninja H2のエンジンをベースに水素エンジンのコンセプトを共同開発しているが、この時テスト及びコンセプト車両として、当のNinjaや他の二輪車ではなく、計測機器を載せやすいという理由からカワサキ・テリックスKRX1000が選ばれていた。
2023年にプロ野球の北海道日本ハムファイターズが本拠地移転先に選んだ、北広島市の新球場「エスコンフィールド北海道」では、クボタが米国で生産しているRTV-X900W（日本名：クボタ・ユーティリティ・ビークル）がリリーフカーに選ばれている。

### スポーツSxSの開発戦争
ミュールの登場直後の1989年に、ホンダはオデッセイの後継として、航空機をモチーフとした革新的なデザインのコックピットを持つ、パイロットを市場に送り込んだ。同車はシングルシーターであることと四輪駆動システムを持たないことを除けば、現代のスポーツSxSに極めて近い構造を持っていたため、パイロットこそがUTVの先駆けであると考える者もいる。しかし当時一番人気のスポーツATVだったホンダ・250Rが4,000ドルで買えた時代に、パイロットは一人乗りなのに6,000ドルとあまりに強気すぎる価格設定であったため、わずか2年で姿を消した。これ以降一人乗りUTVの復活は、20年後のポラリス・RZR RS1まで待つことになる。

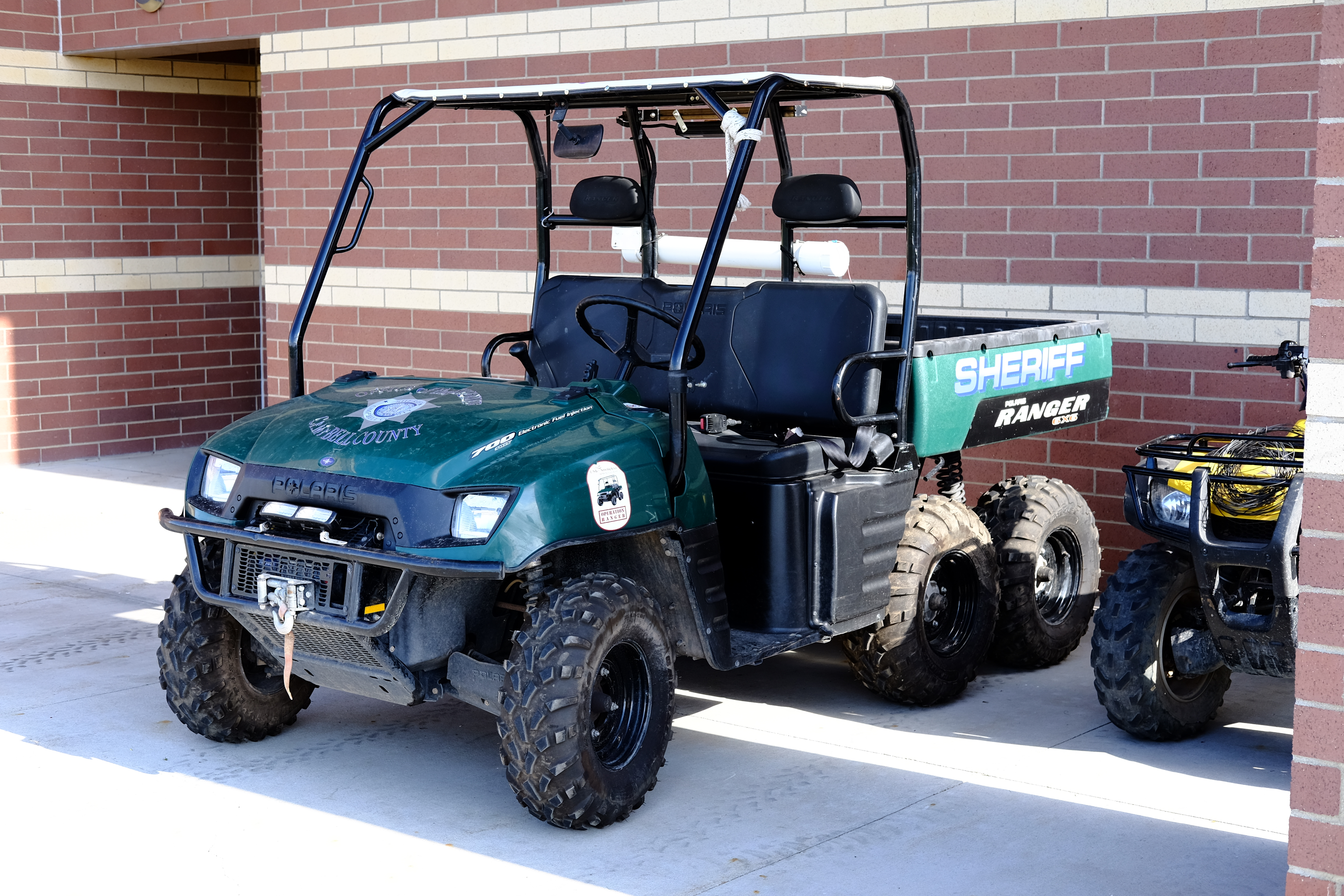
6x6のポラリス・レンジャー

業務用としては優秀なミュールやゲイターも、走行性能的に運転できるのは低速で比較的平坦な場所に限られていたため、遊びに使われるのはもっぱらATVであった。
1999年にポラリスは自社初のサイド・バイ・サイド・ビークルとなるレンジャー500 6X6を発売した。「自社のATVであるスポーツマンを、サイド・バイ・サイド型にするとどうなるか？」という発想で作られたこの車両は、ミュールの弱点であった最低地上高を改善し、オフロード性能を高めた。また六輪構造によりオフロード車両として登録することで、ゴルフカートの時速25マイル（約40 km）制限を超えることができるようになった。

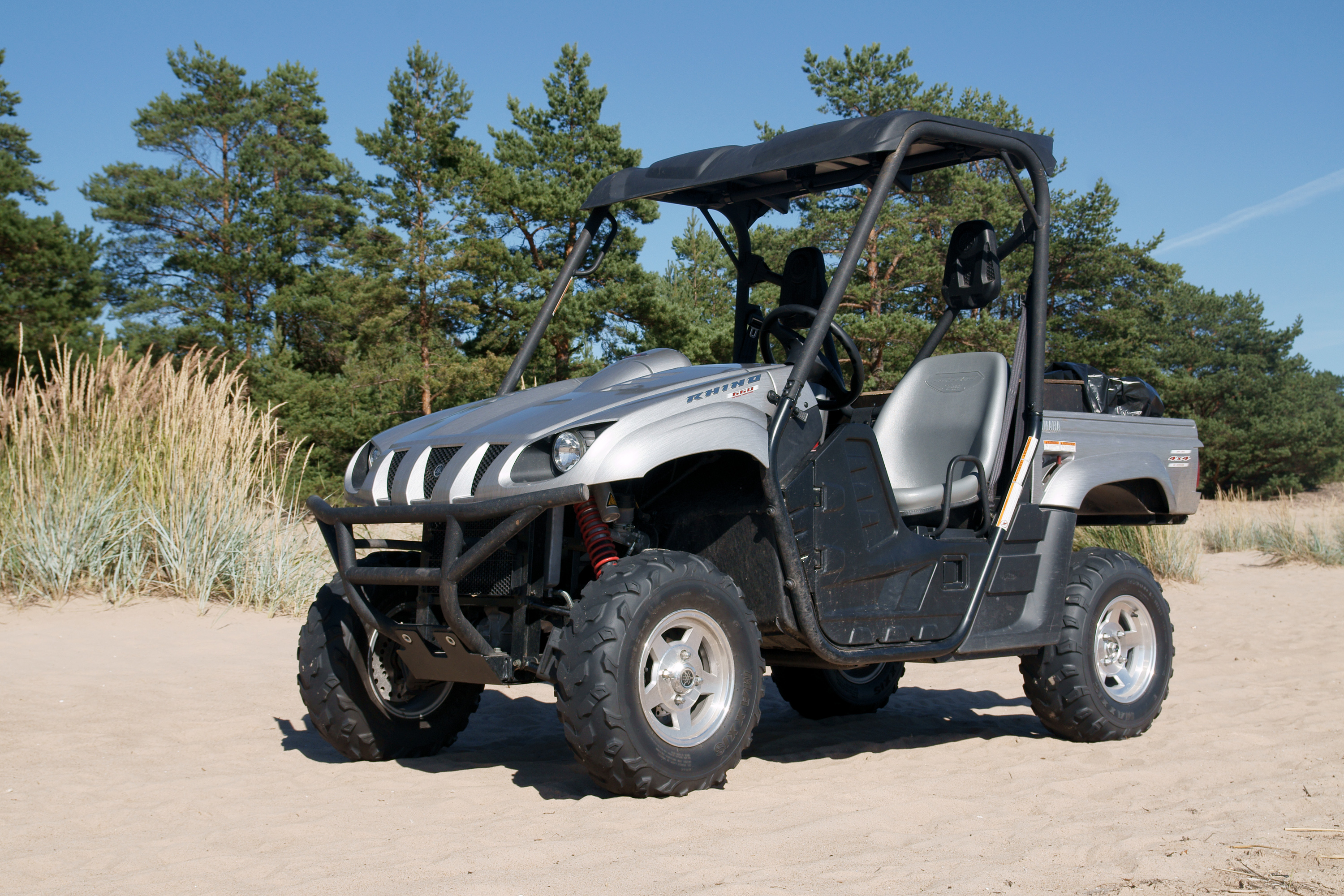
ヤマハ・ライノ660

2003年にヤマハ発動機が、軍事用に開発したATVのグリズリー660 4WDの技術と5バルブ水冷エンジンを転用し、現在のレクリエーショナル型の走りとなるライノ660を8,500ドル程度で発売した。乗用車で言うAピラーの部分が大きく傾斜しているのが当時としては斬新なフォルムで、独立懸架式サスペンションのストローク量は7.3インチ（18 cm）を確保、最高時速は40マイル（64 km）となった。ライノはもともとは狩猟用に発売したものだったが、人々はライノの高い走破性能を遊びに使うと楽しいことに気づいた。さらにアフターマーケットに大量のカスタマイズパーツが出回るようになり、サイド・バイ・サイド・ビークルの新たな可能性と方向性を明確にした。
しかしそのうち横転事故を起こしやすい欠陥が取り沙汰されるようになり、事故に遭った人々や遺族による数百件もの訴訟に見舞われ、2009年に米国消費者製品安全委員会 (CPSC) により安全性向上の改良がされるまでの出荷停止を命じられたり、「無償修理プログラム」という名の実質的なリコールを行うといった対応に追われたりした。こうした騒動によりヤマハのスポーツSxS開発は停滞することとなる。それでもライノは2013年に後継車のヴァイキングにバトンタッチするまでの間、10年間に渡り生産され続けた。多くの人々がサイド・バイ・サイド・ビークルの楽しさに目覚めるきっかけを与え、各社も同じコンセプトの車両を後から発売するなど、業界全体に大きな影響を与えた。
2008年にポラリスが荷台を大胆に小さくし、エンジンを座席下ではなく座席後部に配置することで低い全高によるスタイリッシュなデザインと低重心を実現した革新的なレンジャー RZR800を投入したことで、スポーツSxSのスタイルが確立された。ライノに比べると車重は104ポンド（47 kg）も軽く、馬力は30％上回り、最高速度も55マイル（約88 km）に達した。さらに3点式シートベルトや9インチ（22.5 cm）のサスペンションストローク量を備えながら、価格はレンジャーやライノより200ドル安かった。
RZRは最初は業務用のレンジャーの1グレードとして誕生したが、後に単独商標として独立した。そして2010年に対象年齢を12歳以上としたエントリーモデルであるRZR170、2011年にマルチリンクサスペンションを備えた88馬力で最高速度74マイル（約117 km）のRZR XP900といった各グレードを揃え、スポーツSxSブームを牽引することとなる。特にRZR170はスポーツSxS普及や若手ドライバー育成に極めて重要な役割を果たした。

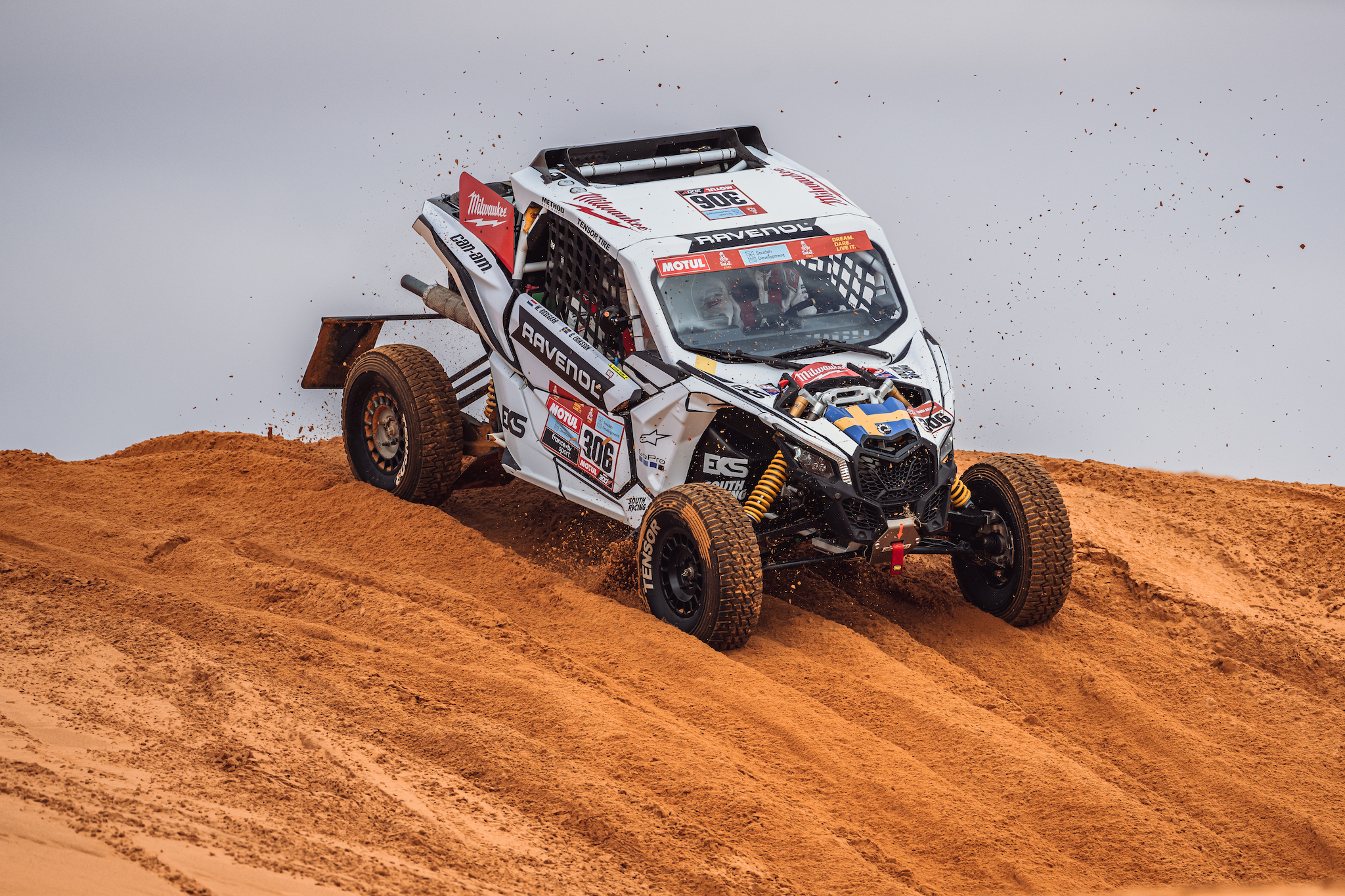
ダカール・ラリーに参戦するCan-Am・マーベリックXRSターボ（T3規定のプロトタイプ）

この頃から、スポーツSxSを独自に改造して競技転用を模索するレーシングチームも現れ始めた。それまでサイド・バイ・サイド・ビークルはあくまで家族や友人と楽しむレジャー用であり、トップレベルの競技で戦うとなると「ゴルフカート」呼ばわりされて侮蔑の対象になるような存在と考えられていたが、徐々に通常の四輪自動車より低コストかつ競争的に参加できる点が魅力と考えられるようになり、アマチュアやプライベーター、二輪からの転向先、女性の四輪デビュー、若手の育成など様々なニーズにより絶大な人気を集めるようになった。
北米のデザートレースでは00年代から、FIA主催のラリーレイド（クロスカントリーラリー）でも2010年代から参戦が見られるようになった。FIAでは2017年に四輪部門からサイド・バイ・サイド・ビークルが一部門として独立した後、2021年から競技専用に設計されたプロトタイプと、市販のサイド・バイ・サイド・ビークルの2つで部門が分けられ、それぞれに多数のエントラントが押し寄せている。またFIA主催のアフリカラリー選手権や海外の一部などでは、閉鎖された公道で争うラリーでも参戦が認可されるようになった。
競技での可能性が見出されるようになると、往年の乗用車のスポーツカーのように、スポーツSxSの開発戦争は過激化した。Can-Amは2010年にコマンダーでスポーツSxS市場に参入し、2013年に初めて100馬力を達成したサイド・バイ・サイド・ビークルとなったマーベリック1000を世に送り出した。しかしこれはサスペンションとハンドリングに難があるとされた。2014年にポラリスはライバルの持っていた弱点を克服した上で、同じく100馬力を達成したRZR XP1000をぶつけた。
2015年にCan-Amは初の過給器付きガソリンエンジンのサイド・バイ・サイド・ビークルとなる121馬力のマーベリック1000Rターボを開発し、翌2016年にこれにポラリスも144馬力のRZR XPターボで対抗した。

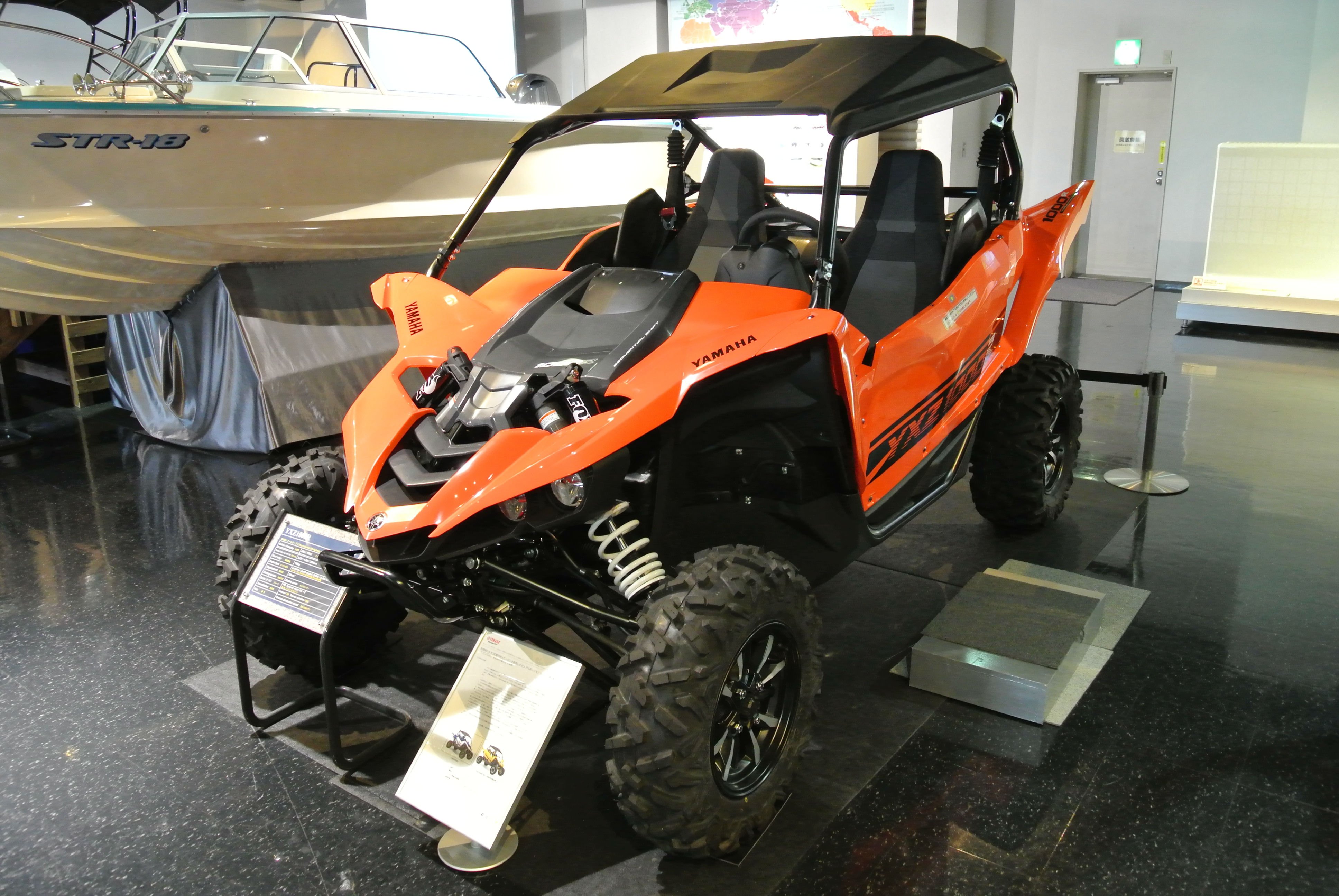
ヤマハ・YXZ1000R

2016年にヤマハは自社製スノーモービルから流用した、最大10,500回転まで回る101馬力の998 cc直列3気筒エンジンと3ペダルの5速シーケンシャルシフトを搭載し、CVTをラインナップに持たない競技想定のYXZ1000RでピュアスポーツSxS市場に登場し、ショートコースのレースで強さを見せた。
2017年にCan-Amは足回りにトロフィー・トラックの技術を注入し、22インチ（56 cm）という驚異的なサスペンションストローク量と154馬力のエンジンを持つマーベリックX3 X RSターボを投入。あらゆるオフロードSxSレースを制圧し、ポラリスからシェアを奪った。
ポラリスは翌2018年に同じようなコンセプトで、25インチ（約63 cm）のサスペンションストローク量と168馬力エンジンのRZRターボSを繰り出し、さらにライバルを上回った。ところがX RSターボは同年に燃料ポンプとインタークーラーを改良してさらに172馬力にまでアップという、際限の無いパワー競争が続いた。2020年登場のポラリス・RZR Pro XPは181馬力に達した。
なお2018年にポラリスは、ホンダ・パイロット以来の一人乗りスポーツSxSとなるRZR RS1も発売した。これは110馬力の999 cc 2気筒エンジンを搭載し、二人乗りに比べ価格が大幅に抑えられている。
この間ホンダやカワサキは、趣味性を付与しつつ実用性も重視するレクリエーショナル型のテリックスやパイオニアを販売するのみで静観していたが、2019年にホンダはCRF1000L DCT アフリカツイン用エンジンと6速ATを搭載したタロンを、2020年にはカワサキもテリックスKRX1000を発売して、立て続けにピュアスポーツSxS市場に参入した。これらはヤマハと同じく自然吸気エンジンで、後付けターボキットも販売して過給機の有無の選択ができるようになっている。

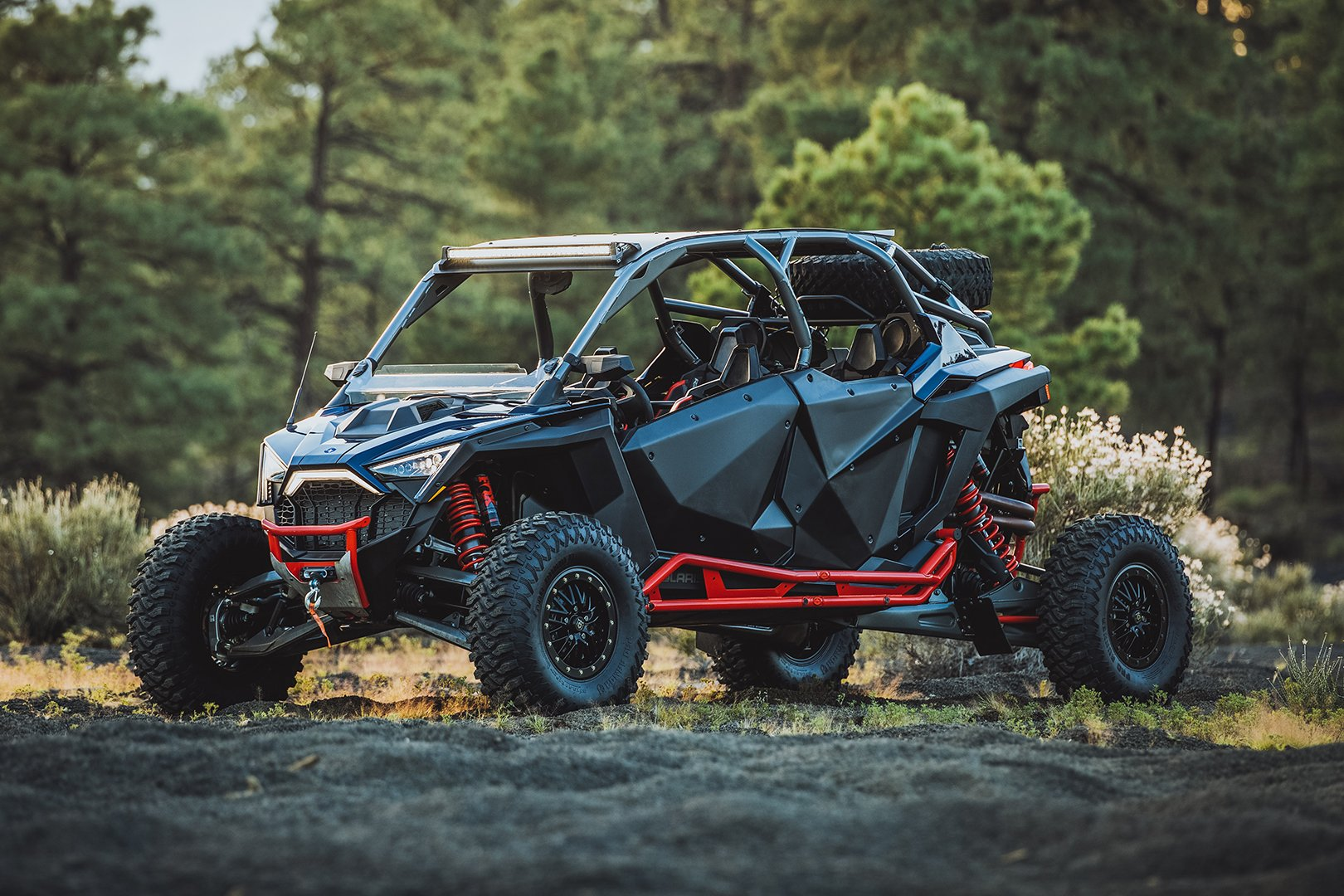
ポラリス・RZR Pro R4

2022年にポラリスは1,997 ccという、従来のおよそ2倍もの大排気量を持つ225馬力の直列4気筒自然吸気エンジンと、27インチ（67.5 cm）ものサスペンションストローク量を備えたRZR Pro Rを発売した。米国ではオフロード向けエンジンは排気量1,000 ccを超えると排気ガス規制が厳しくなるため開発コストの問題が立ちはだかるが、ポラリスは既に排気ガス規制をクリアした自社製スポーツカー（スリングショット）のエンジンを流用することで、開発コストを抑えて排気量1,000 ccの壁、さらには200馬力の壁をも大きく打ち破った。同車の二人乗りグレードの希望小売価格はオプション抜きで約3.2万 - 3.8万ドル、最高価格となる4人乗りの最高グレードは4.2万ドルに達した。FIAではこのRZRの登場に応じて、2023年から排気量2,000 ccまでの自然吸気エンジンのサイド・バイ・サイド・ビークルに関する競技規則が新たに設けられた。
馬力競争はこれで終わらず、2023年にCan-Amはロータックス製999 cc水冷直列3気筒ターボのまま、240馬力を絞り出すマーべリックRを発売した。
2022年、2023年にスウェーデンで開催されたレース・オブ・チャンピオンズの個人戦ファイナルではRZR Pro XPが用いられた。

## メーカー

### アジア
- 本田技研工業
- ヤマハ発動機

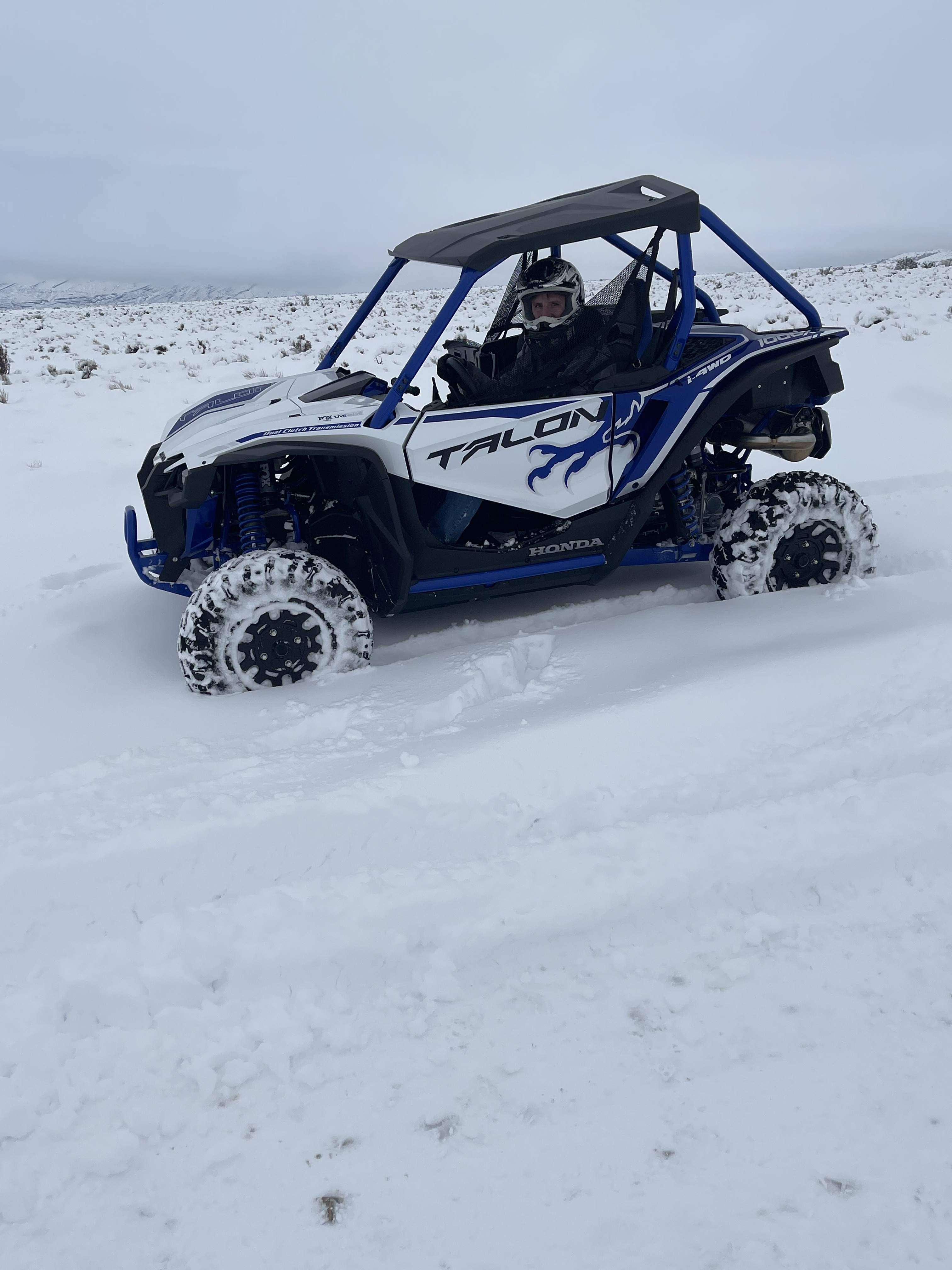
ホンダ・タロン

- 川崎重工業（カワサキモータース）
- クボタ
- キムコ
- Aモーター
- CFMOTO
- マヒンドラ&マヒンドラ

### 北米

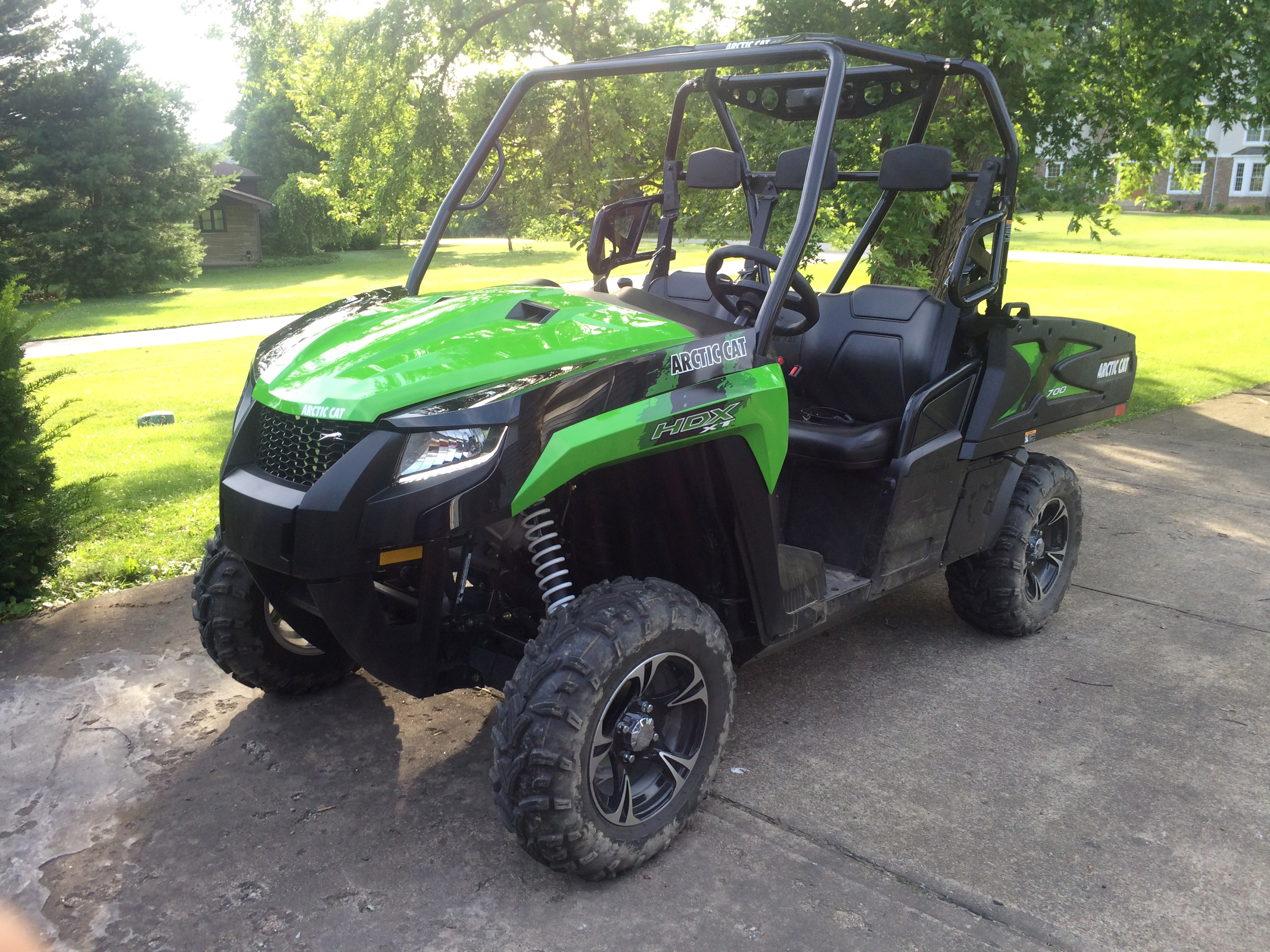
アークティックキャット・プロウラーHDX 700 XT EPS

- ボンバルディア・レクリエーショナルプロダクツ（Can-Am）
- アーゴ
- ポラリス
- アークティックキャット
- ディア・アンド・カンパニー（ジョンディア）
- ボブキャット・カンパニー
- スーパーATV
- ハイサン・モータース
- マッシモ・モータース
- SSRモータースポーツ

### 欧州
- ハスクバーナ
- コウルス・イノーバ
- GOES

## 呼称一覧
記事冒頭で触れたとおり、サイド・バイ・サイド・ビークルには様々な呼称や略称が存在する。中にはそれぞれの語について、上述した3つの型（ユーティリティ/スポーツ/レクリエーショナル）で使い分けるべきとする者もいるが、ここではそれらの型についての区別はせず、名称の類型を整理するのみで列挙する。
なお本記事では特に支障がない限りは記事名の「サイド・バイ・サイド・ビークル」もしくはそれに準ずる表記（SxSやSSVなど）を用いているが、「一人乗りサイド・バイ・サイド」のような言語矛盾が生じる場合のみ「一人乗りUTV」のように表記を変更している。

### Terrain型
- UTV (Utility Terrain Vehicle)
- UTV (Ultra-Terrain Vehicle)
- UTV (Unlimited Terrain Vehicle)

### Recreational型
- RUV (Recreational Utility Vehicle)
- ROV (Recreational Off highway Vehicle)
- ROV (Recreational Off-Road Vehicle)

### その他
- SxS (Side-by-Side Vehicle)
- MUV (Multi-Use Vehicles)
- UV (Utility Vehicle)
- ORV (Off-Road Vehicle)
- OHV (Off-Highway Vehicle)
- MOHUV（Multipurpose Off-Highway Utility Vehicle）

この他、元々ATVの派生であることや、文字通り全地形に対応している（ALL Terrain Vehicle）ため「ATV」の一種として扱うこともある。
日本では「多用途四輪車」「多用途オフロード四輪車」「多目的四輪車」「多目的運搬車」などの呼称も用いられるが、一般には浸透していないため単に「バギーカー」「オフロード車」のような呼ばれ方をすることも多い。